# Neoserica natalensis
Neoserica natalensis är en skalbaggsart som beskrevs av Brenske 1901. Neoserica natalensis ingår i släktet Neoserica och familjen Melolonthidae. Inga underarter finns listade i Catalogue of Life.